# Список банков, лишённых лицензии в 1991 году (Россия)

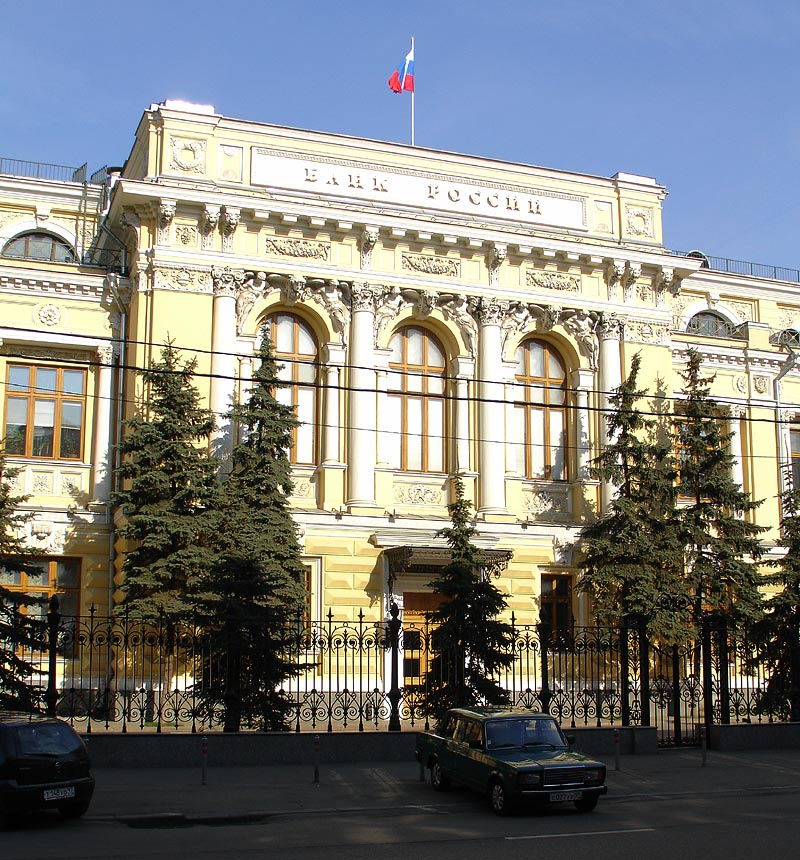
Здание Центрального Банка России на Неглинной улице

В список включены все кредитные организации России, у которых в 1991 году была отозвана или аннулирована лицензия на осуществление банковской деятельности.
В 1991 году Центральным Банком СССР и России были отозваны 2 лицензии у кредитных организаций и у 17 кредитных организаций лицензии были аннулированы. Все аннулирования лицензий пришлись на декабрь, по одной лицензии было отозвано в январе и июле, в остальные месяцы ни отзывы, ни аннулирования лицензий не осуществлялись.
Основной причиной для отзыва лицензий у банков в 1991 году стало нарушение банковского законодательства. Аннулирование лицензий происходило по решению собственников организаций.

## Легенда
| Таблица: - Дата — дата отзыва/аннулирования лицензии. - Приказ — номер приказа или иного документа об отзыве/аннулировании лицензии. - Регион — населённый пункт или регион регистрации банка. - Причина — основные причины отзыва или аннулирования лицензии организации. Выделение строк цветом: - — выделение светло-зелёным цветом означает, что лицензия организации была аннулирована. - — выделение светло-жёлтым цветом означает, что лицензия организации была отозвана. | Сокращения: - АКБ — агропромышленный коммерческий банк - КБ — коммерческий банк. - н/д — нет данных. - ТКБ — томский кооперативный банк. |

## Список кредитных организаций
В разделе приведены все кредитные организации, у которых в 1991 году была отозвана или аннулирована лицензия.
| Наименование                             | Основ. | Лиц. | Дата       | Приказ | Регион            | Причина | Прим.         |
| ---------------------------------------- | ------ | ---- | ---------- | ------ | ----------------- | --- | ------------- |
| Январь                                   |        |      |            |        |                   | |               |
| ТКБ «Универсал»                          | 1990   | 244  | 22.01.1991 | 02-4   | Томск             | Грубые нарушения банковского законодательства. Уставный капитал банка не был оплачен пайщиками и формировался только за счет заемных средств. Выдача ссуд без соответствующих гарантий. Из четырёхсот клиентов банка, являвшихся частными лицами, только у 6 было право заниматься индивидуальной трудовой деятельностью. Льготное кредитование велось без записи адресов клиентов. | [ 2 ] [ 3 ]   |
| Июль                                     |        |      |            |        |                   | |               |
| КБ «Конверсия, реконструкция и развитие» | 1990   | 472  | 11.07.1991 | 02-65  | Москва            | Грубые нарушения правил работы коммерческих банков и закона РСФСР «О банках и банковской деятельности». | [ 4 ] [ 5 ]   |
| Декабрь                                  |        |      |            |        |                   | |               |
| КБ «Курскагропромбанк»                   | 1990   | 1010 | 28.12.1991 | 02-68  | Курск             | Решение собственников банка о прекращении деятельности кредитной организации в порядке ликвидации. | [ 6 ] [ 7 ]   |
| КБ «Рязанский»                           | 1990   | 867  | 28.12.1991 | 02-68  | Рязань            | Решение собственников банка о прекращении деятельности кредитной организации в порядке ликвидации. | [ 8 ] [ 9 ]   |
| КБ «Клепиковский»                        | 1990   | 868  | 28.12.1991 | 02-68  | Спас-Клепики      | Решение собственников банка о прекращении деятельности кредитной организации в порядке ликвидации. | [ 10 ] [ 11 ] |
| КБ «Янтиковский»                         | 1990   | 1015 | 28.12.1991 | 02-68  | Янтиково          | Решение собственников банка о прекращении деятельности кредитной организации в порядке ликвидации. | [ 12 ] [ 13 ] |
| Мариинско-Посадский Коммерческий Банк    | 1990   | 1021 | 28.12.1991 | 02-68  | Мариинский Посад  | Решение собственников банка о прекращении деятельности кредитной организации в порядке ликвидации. | [ 14 ] [ 15 ] |
| КБ «Михайловский»                        | 1990   | 893  | 28.12.1991 | 02-68  | н/д               | Решение собственников банка о прекращении деятельности кредитной организации в порядке ликвидации. | [ 16 ] [ 17 ] |
| КБ «Шиловский»                           | 1990   | 897  | 28.12.1991 | 02-68  | Шилово            | Решение собственников банка о прекращении деятельности кредитной организации в порядке ликвидации. | [ 18 ] [ 19 ] |
| Нижнеудинский Коммерческий Банк          | 1990   | 1074 | 28.12.1991 | 02-68  | Нижнеудинск       | Решение собственников банка о прекращении деятельности кредитной организации в порядке ликвидации. | [ 20 ] [ 21 ] |
| КБ «Ухоловский»                          | 1990   | 768  | 28.12.1991 | 02-68  | Ухолово           | Решение собственников банка о прекращении деятельности кредитной организации в порядке ликвидации. | [ 22 ] [ 23 ] |
| КБ «Спассккомбанк»                       | 1990   | 769  | 28.12.1991 | 02-68  | Спасск-Рязанский  | Решение собственников банка о прекращении деятельности кредитной организации в порядке ликвидации. | [ 24 ] [ 25 ] |
| КБ «Аликовский»                          | 1990   | 954  | 28.12.1991 | 02-68  | Аликово           | Решение собственников банка о прекращении деятельности кредитной организации в порядке ликвидации. | [ 26 ] [ 27 ] |
| КБ «Порецкий»                            | 1990   | 955  | 28.12.1991 | 02-68  | Порецкое          | Решение собственников банка о прекращении деятельности кредитной организации в порядке ликвидации. | [ 28 ] [ 29 ] |
| КБ «Бирюса»                              | 1990   | 957  | 28.12.1991 | 02-68  | Тайшет            | Решение собственников банка о прекращении деятельности кредитной организации в порядке ликвидации. | [ 30 ] [ 31 ] |
| КБ «Рыбновский»                          | 1990   | 859  | 28.12.1991 | 02-68  | Рыбное            | Решение собственников банка о прекращении деятельности кредитной организации в порядке ликвидации. | [ 32 ] [ 33 ] |
| АКБ «Сасовобанк»                         | 1990   | 862  | 28.12.1991 | 02-68  | Сасово            | Решение собственников банка о прекращении деятельности кредитной организации в порядке ликвидации. | [ 34 ] [ 35 ] |
| КБ «Содружество»                         | 1990   | 556  | 28.12.1991 | 02-68  | н/д               | Решение собственников банка о прекращении деятельности кредитной организации в порядке ликвидации. | [ 36 ] [ 37 ] |
| КБ «Александр Невский»                   | 1990   | 1179 | 28.12.1991 | 02-68  | Александр Невский | Решение собственников банка о прекращении деятельности кредитной организации в порядке ликвидации. | [ 38 ] [ 39 ] |

## Статистика

### Закрытие по месяцам
| Закрытие по месяцам | Закрытие по месяцам | Закрытие по месяцам | Закрытие по месяцам | Закрытие по месяцам |
| Месяц               |                     |                     |                     | Количество          |
| ------------------- | ------------------- | ------------------- | ------------------- | ------------------- |
| Январь              |                     |                     | 1                   |                     |
| Февраль             |                     |                     | 0                   |                     |
| Март                |                     |                     | 0                   |                     |
| Апрель              |                     |                     | 0                   |                     |
| Май                 |                     |                     | 0                   |                     |
| Июнь                |                     |                     | 0                   |                     |
| Июль                |                     |                     | 1                   |                     |
| Август              |                     |                     | 0                   |                     |
| Сентябрь            |                     |                     | 0                   |                     |
| Октябрь             |                     |                     | 0                   |                     |
| Ноябрь              |                     |                     | 0                   |                     |
| Декабрь             |                     |                     | 17                  |                     |

### Причины закрытия
| Причины закрытия                       | Причины закрытия | Причины закрытия | Причины закрытия | Причины закрытия |
| Причина                                |                  |                  |                  | Количество       |
| -------------------------------------- | ---------------- | ---------------- | ---------------- | ---------------- |
| Нарушение банковского законодательства |                  |                  | 2                |                  |
| Решение собственников о ликвидации     |                  |                  | 17               |                  |

### Комментарии
1. ↑  По инициативе Банка России.
2. ↑  По инициативе собственников компании или в порядке её реорганизации.